# Zielona mila (powieść)
Zielona mila – powieść w odcinkach autorstwa Stephena Kinga z 1996 roku, wcześniej wydana w 6 osobnych tomach. Pierwsze polskie wydanie pochodzi z roku 1996. Na podstawie książki powstał film w reżyserii Franka Darabonta, z Tomem Hanksem w roli Paula Edgecomba i Michaelem Clarkiem Duncanem w roli Johna Coffeya.

## Fabuła
Główna akcja powieści odgrywa się w roku 1932 w stanowym więzieniu w Cold Mountain. Wydarzenia z tamtych czasów są relacjonowane przez Paula Edgecomba, spisującego swoje wspomnienia w domu starców w roku 1996. Na blok przeznaczony dla osób skazanych na karę śmierci (blok E) trafia niezwykły więzień, John Coffey. John Coffey jest obdarzony darem dokonywania cudów uzdrowienia. Został skazany niesłusznie, lecz wyrok musiał zostać wykonany. W owym czasie na bloku przebywają także i inni więźniowie, m.in. William Wharton, rzeczywisty sprawca zbrodni, za którą skazano Johna Coffeya, Eduard Delacroix, "Prezes" i "Wódz". Bohaterami powieści są także strażnicy bloku, Brutus "Brutal" Howell, Harry Terwilliger, Dean Stanton, Bill Dodge, Percy Wetmore oraz nadzorca bloku Hal Moores i sprzedawca więzienny "Stary Tu-Tut".
Powieść opisuje nie tylko przygody na bloku więziennym, ale także i egzekucje więźniów, oraz dalsze losy strażników i pozostałych bohaterów powieści, aż do czasów obecnych, kiedy jedynym żyjącym pozostaje Paul Edgecombe.

## Postacie
- Paul Edgecombe – urodzony w 1892 roku, naczelny strażnik, kierownik bloku E. Przewodniczył 78 egzekucjom. Cierpiał na infekcję dróg moczowych, z której uleczył go John Coffey.
- Janice Edgecombe – żona Paula, zginęła w wypadku autobusowym w Alabamie.
- John Coffey – przybył na Milę jesienią 1932, skazany za gwałt i zamordowanie bliźniaczek Dettericków.
- Brutus Howell.
- Harry Terwilliger.
- Dean Stanton – zginął zaatakowany przez więźnia łyżką w 1933 r.
- Percy Wetmore – krewny żony gubernatora, miał 21 lat.
- rodzina Dettericków: Klaus – człowiek zamożny, właściciel dużego i zadbanego gospodarstwa, żona Marjorie. Mieli trójkę dzieci – 12-letniego Howarda i 9-letnie bliźniaczki, Corę i Kathe.
- Eduard Delacroix – trafił na Milę za zgwałcenie kobiety i spalenie 6 osób.
- Matros Willy, Pan Dzwoneczek – mysz wytresowana przez Delacroix, znienawidzona przez Percy’ego Wetmore’a.
- Elaine Connelly – przyjaciółka Paula Edgecombe’a przebywająca wraz z nim w domu starców Georgia Pines.
- Brad Dolan – pielęgniarz.
- Curtis Anderson – zastępca dyrektora więzienia Hala Mooresa.
- Billy "Kid" Wharton – zwany też Dzikim Billem, przybył na milę prawie dwa tygodnie po Johnie Coffeyu i tydzień albo dziesięć dni przed wykonaniem wyroku na Delacroix, miał 19 lat. Znalazł się w izolatce już nazajutrz po przyjeździe na Milę za obsikanie Herry’ego Terwilligera. Został zastrzelony przez Percy’ego Wetmore’a.
- Arlen Bitterbuck (Wódz) – Indianin, przedstawiciel starszyzny rezerwatu Washita, członek Rady Plemienia Cherokee; skazany za zabójstwo człowieka po pijanemu.
- Arthur Flanders (Prezes) – karę śmierci zamieniono na dożywocie, został utopiony w więziennej pralni w 1944.
- Hal Moores – dyrektor.
- Melinda Moores – żona Hala, chora na nieuleczalny guz mózgu, uzdrowiona przez Johna Coffeya.
- Tu-Tut – sprzedawca więzienny, odtwórca roli skazańca podczas prób przed egzekucjami.
- Burt Hammersmith – redaktor "Intelligencer", autor relacji z procesu Johna Coffeya.